# Autauga County
Autauga County je okres ve státě Alabama v USA. K roku 2010 zde žilo 54 571 obyvatel. Správním městem okresu je Prattville. Celková rozloha okresu činí 1 566 km².

## Sousední okresy
| Růžice kompasu |               | Chilton County |                   | Růžice kompasu |
| Růžice kompasu | Dallas County | Sever          | Elmore County     | Růžice kompasu |
| Růžice kompasu | Dallas County | Autauga County | Elmore County     | Růžice kompasu |
| Růžice kompasu | Dallas County | Jih            | Elmore County     | Růžice kompasu |
| Růžice kompasu |               | Lowndes County | Montgomery County | Růžice kompasu |